# Desulo
Desulo (en sard, Dèsulu) és un municipi italià, dins de la província de Nuoro. L'any 2007 tenia 2.887 habitants. Es troba a la regió de Mandrolisai. Limita amb els municipis d'Aritzo, Arzana (OG), Belvì, Fonni, Ovodda, Tiana, Tonara i Villagrande Strisaili (OG).

## Administració
| Període | Identitat              | Partit        |
| ------- | ---------------------- | ------------- |
| 2005-   | Giuseppe Antonio Zanda | Llista cívica |

## Personatges il·lustres
- Antioco Casula, poeta en sard.